# Schiffs- und Maschinenbau AG Mannheim
Die Schiffs- und Maschinenbau AG Mannheim war ein deutsches Unternehmen in Mannheim, dessen Binnenwerft sich im Stadtteil Jungbusch an der Einmündung des Verbindungskanals in den Neckar befand.

## Geschichte

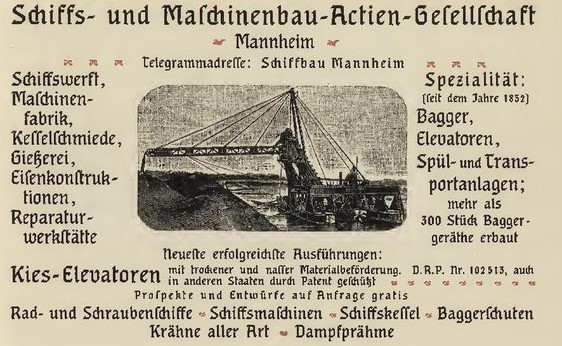
Anzeige der Schiffs- und Maschinenbau AG Mannheim (1900)

Das Unternehmen entstand 1889 durch den Zusammenschluss der Mainzer Kesselschmiede Gebrüder Schulz mit der Mannheimer Werft Bernhard Fischer. Nach der Gründung machte sich der Schiffbaubetrieb vor allem durch den Bau von Spezialschiffen, also Einzelschiffen mit besonderen Aufgaben, einen Namen. So gehörten an der Wende vom 19. zum 20. Jahrhundert vor allem Schwimmbagger, Elevatoren, Tankschiffe und Schlepper zum Programm. Als das Unternehmen nach dem Ersten Weltkrieg unter Auftragsmangel litt, wurde der Schiffbaubetrieb 1922 von der Mannheimer Reederei Fendel übernommen. In den folgenden Jahren war das Unternehmen auch im Bau von Binnenfrachtschiffen aktiv. 1939 wurde die Werft Anderssen in Neckarsulm übernommen und als Zweigwerk integriert.
Für eine Binnenwerft ungewöhnlich war der Auftrag der Kriegsmarine zum Bau einer Serie von vier Wassertankern während des Zweiten Weltkriegs. Zweites Schiff der Baureihe war die 1942 fertiggestellte Ägir, die noch heute (2014) existiert und unter dem Namen MTA Sismik 1 von der Universität Istanbul als Forschungsschiff verwendet wird. Das vierte Schiff konnte 1944 infolge der Kriegslage nicht mehr an die Marine abgeliefert werden und kam nach dem Krieg als Fischereischutzboot Meerkatze zum Einsatz.

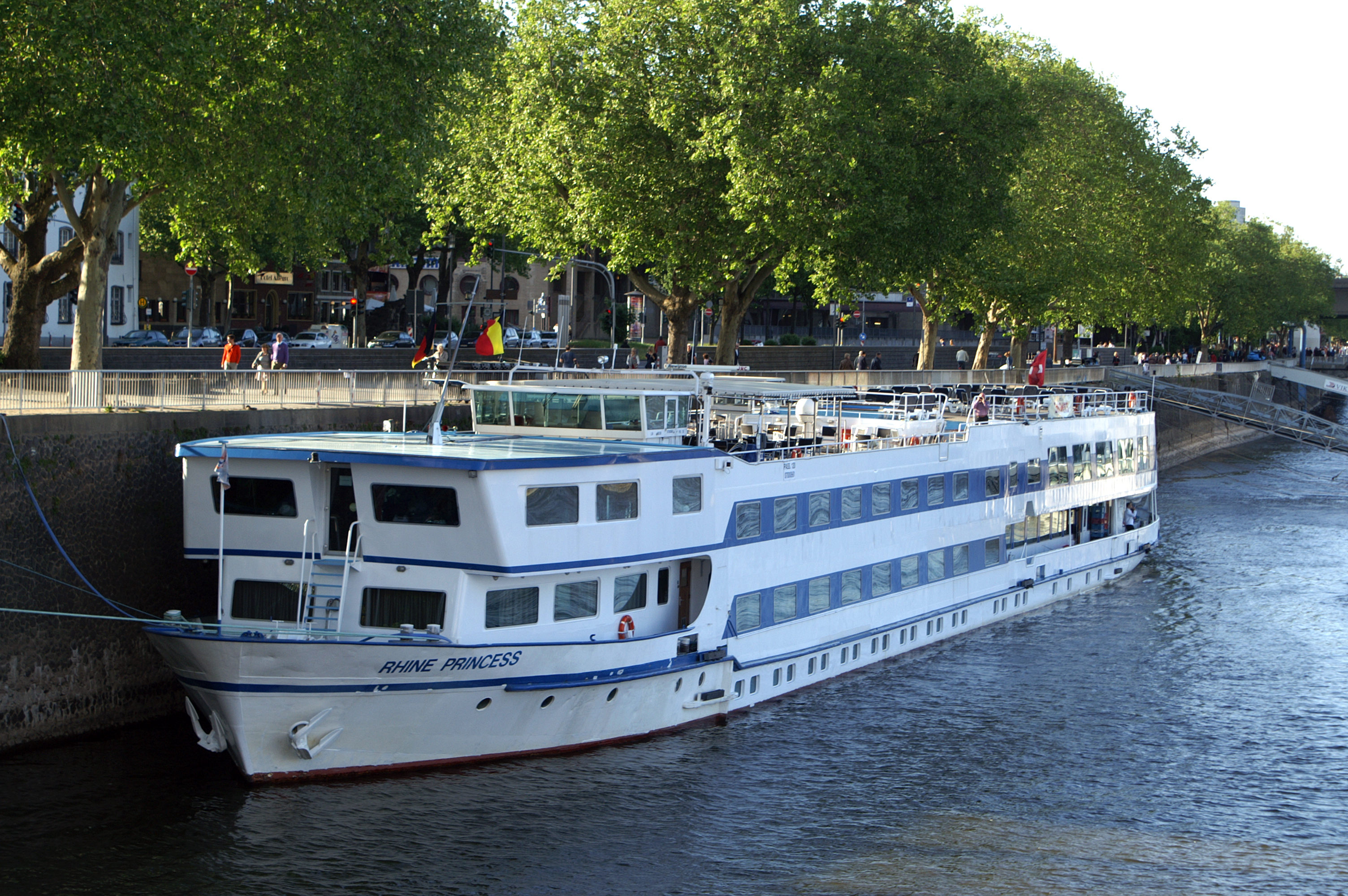
Die Rhine Princess, ex Schwabenland, 2011 in Köln

Durch die Luftangriffe im Zweiten Weltkrieg wurden die Betriebsanlagen erheblich beschädigt. Nach dem Wiederaufbau fertigte das Unternehmen in den 1950er Jahren neben Binnenmotorschiffen zahlreiche Landungsboote für die US-amerikanischen und französischen Streitkräfte und die Bundeswehr, die die Typenbezeichnungen „Mannheim 51“, „Mannheim 53“ und „Mannheim 59“ erhielten. In dieser Zeit bezeichnete sich das Unternehmen in seiner Werbung selbst stolz als größte Binnenwerft Deutschlands. Den Höhepunkt in der Schiffbaugeschichte des Unternehmens bildete der Bau des Passagierschiffs Schwabenland in den Jahren 1959 und 1960, das zu den ersten Kabinenschiffen auf dem Rhein gehörte.
Zum 1. Januar 1962 wurde die Werft an die saarländische Halbergerhütte veräußert. Die neue Eigentümerin gab den Bau von Binnenschiffen auf und stellte den Betrieb auf den Bau von Wärmetauschern um. Um 1978 wurde der Betrieb stillgelegt und die baulichen Anlagen in den 1980er Jahren abgebrochen. Heute befindet sich auf dem ehemaligen Werftgelände unter anderem die Mannheimer Popakademie.

## Museal erhaltene Schiffe
- Eimerkettenbagger (Baujahr 1900), Dampfzentrum Winterthur, in Winterthur (Schweiz)[2]
- Glarus, ex Gebr. Page IX (Baujahr 1907/08), Schlepper, Technik Museum Speyer
- Saatsee, ex Simson (Baujahr 1919/20), Schwimmkran, Museum der Arbeit in Hamburg
- Fendel 147 (Baujahr 1922), ursprünglich Schleppkahn Rheinfahrt 3, später umgebaut zum Kranschiff, Museum der Deutschen Binnenschifffahrt, Duisburg

Die Vorgängerwerft Gebrüder Schulz in Mainz fertigte 1882 den Eimerkettenbagger Minden, der sich heute im Museum der Deutschen Binnenschifffahrt in Duisburg befindet.